# Németkér
Németkér [ˈneːmɛtkeːr] (im dt. Sprachgebrauch findet sich seltener auch Kier, früher auch Kremling) ist eine ungarische Gemeinde im Komitat Tolna ca. 100 km südlich von Budapest. Sie gehört zum Kleingebiet Paks.

## Umgebung
Größere Orte in der Umgebung sind Paks, Cece, Dunakömlöd und Györköny.

## Verkehr
Seit 31. März 2010 ist Németkér über die M6 von Budapest über eine eigene Anschlussstelle ( Paks – Zentrum, Németkér) erreichbar.

## Geschichte
Németkér wurde 1785 von der Abtei Földvár gegründet und mit deutschen Siedlern (sog. Donauschwaben) besiedelt, die dem Aufruf der Habsburgermonarchie gefolgt waren, das Land nach Beendigung der Türkenkriege zu besiedeln.
Nach dem Ende des Zweiten Weltkriegs wurden die Donauschwaben in die amerikanische Besatzungszone Deutschlands umgesiedelt. 

## Städtepartnerschaft
- Büchenbach (Deutschland)
- Csittszentiván (Rumänien)

## Söhne und Töchter der Gemeinde
- Stefan Reisch (* 1941), deutscher Fußballspieler